# De Tijd (Belgien)

Das Logo der Tijd

De Tijd (deutsch Die Zeit) ist eine niederländischsprachige Tageszeitung aus Belgien, die seit 2004 als Nachfolger von De Financieel-Economische Tijd erscheint. Diese richtete sich mit speziellen Wirtschafts- und Finanzberichten sowie Börsennachrichten vor allem an Leser aus der Wirtschaft. Seit der Umbenennung will De Tijd mit ausführlicher Berichterstattung über Politik und Kultur ein breites, gebildetes Publikum erreichen. Die Auflage beträgt etwa 50.000 Exemplare, die Verkaufszahlen sind in den letzten Jahren stark zurückgegangen:
- 1999: 63.799
- 2000: 67.209
- 2001: 66.835
- 2002: 59.144
- 2003: 50.109